# Гардея
Гардея (пол. Gardeja) — село в Польщі, у гміні Гардея Квідзинського повіту Поморського воєводства.
Населення — 2282 особи (2011).
У 1975-1998 роках село належало до Ельблонзького воєводства.

## Демографія
Демографічна структура станом на 31 березня 2011 року:
|          | Загалом | Допрацездатний вік | Працездатний вік | Постпрацездатний вік |
| -------- | ------- | ------------------ | ---------------- | -------------------- |
| Чоловіки | 1169    | 279                | 788              | 102                  |
| Жінки    | 1113    | 274                | 646              | 193                  |
| Разом    | 2282    | 553                | 1434             | 295                  |